# Bernard Kops

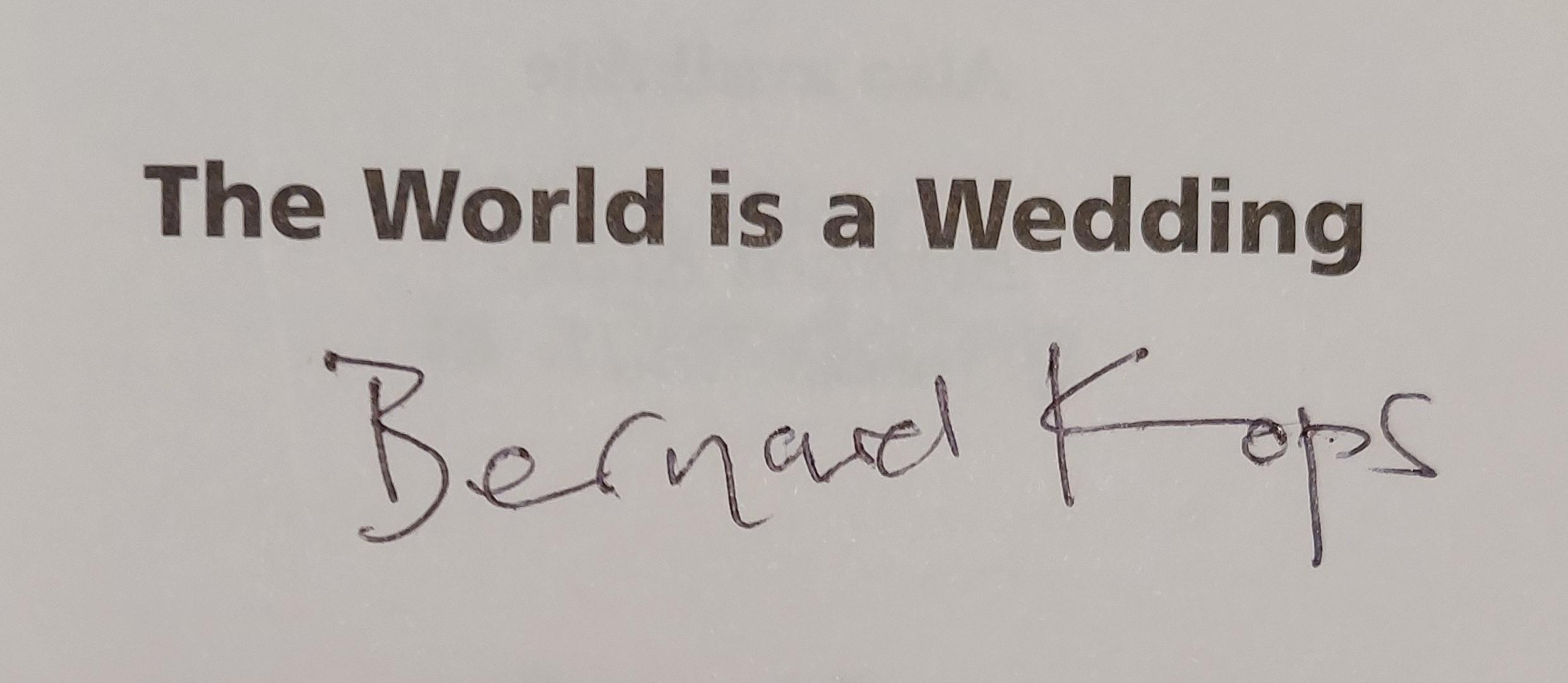
Signatur (2008)

Bernard Kops (geboren 28. November 1926 in Stepney, London; gestorben 25. Februar 2024) war ein britischer Dramatiker.

## Leben
Bernard Kops war ein Sohn von Juden, die aus den Niederlanden nach England gezogen waren und im Armenviertel Londons im East End lebten. Seine niederländische Verwandtschaft wurde nahezu vollständig im Holocaust ausgelöscht. Im Zweiten Weltkrieg wurde Kops 1939 wegen der deutschen Bombenangriffe aufs Land evakuiert.
Kops verließ in der Nachkriegszeit seine Familie, schlug sich mit Gelegenheitsarbeiten durch, wurde ein Beatnik und verfiel dem Drogenkonsum. Er wurde daher schließlich als Psychotiker stationär behandelt, verweigerte sich aber den seinerzeitigen medizinischen Eingriffen und wurde als nicht heilbar entlassen. Kops fing in dieser Zeit an zu schreiben. Er traf auf die Medizinstudentin Erica, deren Eltern die Beziehung missbilligten; sie bekamen ein Kind, und Kops realisierte, dass es seine Aufgabe sei, zum Familienunterhalt beizutragen.
Sein erstes Theaterstück The Hamlet of Stepney Green kam 1957 im Oxford Playhouse auf die Bühne und wurde ein Theatererfolg. Es wurde als ein Schlüsselstück für den Kitchen Sink Realism in der britischen Theaterliteratur angesehen. Sein zweites Stück Dreams of Peter Mann (1960) wurde hingegen beim Edinburgh Festival verrissen und seine folgende volkstümliche Komödie Enter Solly Gold (1961) wurde von der Kritik gar zum Anlass genommen, ihn aus dem Kreis der von der Theaterkritik erfundenen Gruppe der „Angry Young Men“ gänzlich zu verbannen. Kops verfiel zeitweise wieder den Drogen und verübte 1975 auch einen Suizidversuch.
Kops schrieb eine Vielzahl an Theaterstücken, darunter Ezra (1981), Playing Sinatra (1991), The Dreams of Anne Frank (1992), weiterhin Hörspiele fürs Radio, darunter eines über Willis O’Brien, und Drehbücher. Das Fernsehscript über das Unglück von Bethnal Green wurde von John Goldschmidt als Serie realisiert, die für den International Emmy Award nominiert wurde. Im Jahr 1999 erschien von ihm in The Guardian ein Reisetagebuch von einer Fahrt durch die USA, im Jahr 2000 von einer Reise nach China. Er schrieb 1963 eine Autobiografie, die er im Jahr 2006 fortsetzte.
Kops starb im Februar 2024 im Alter von 97 Jahren.

## Werke (Auswahl)
- The Hamlet of Stepney Green. 1957

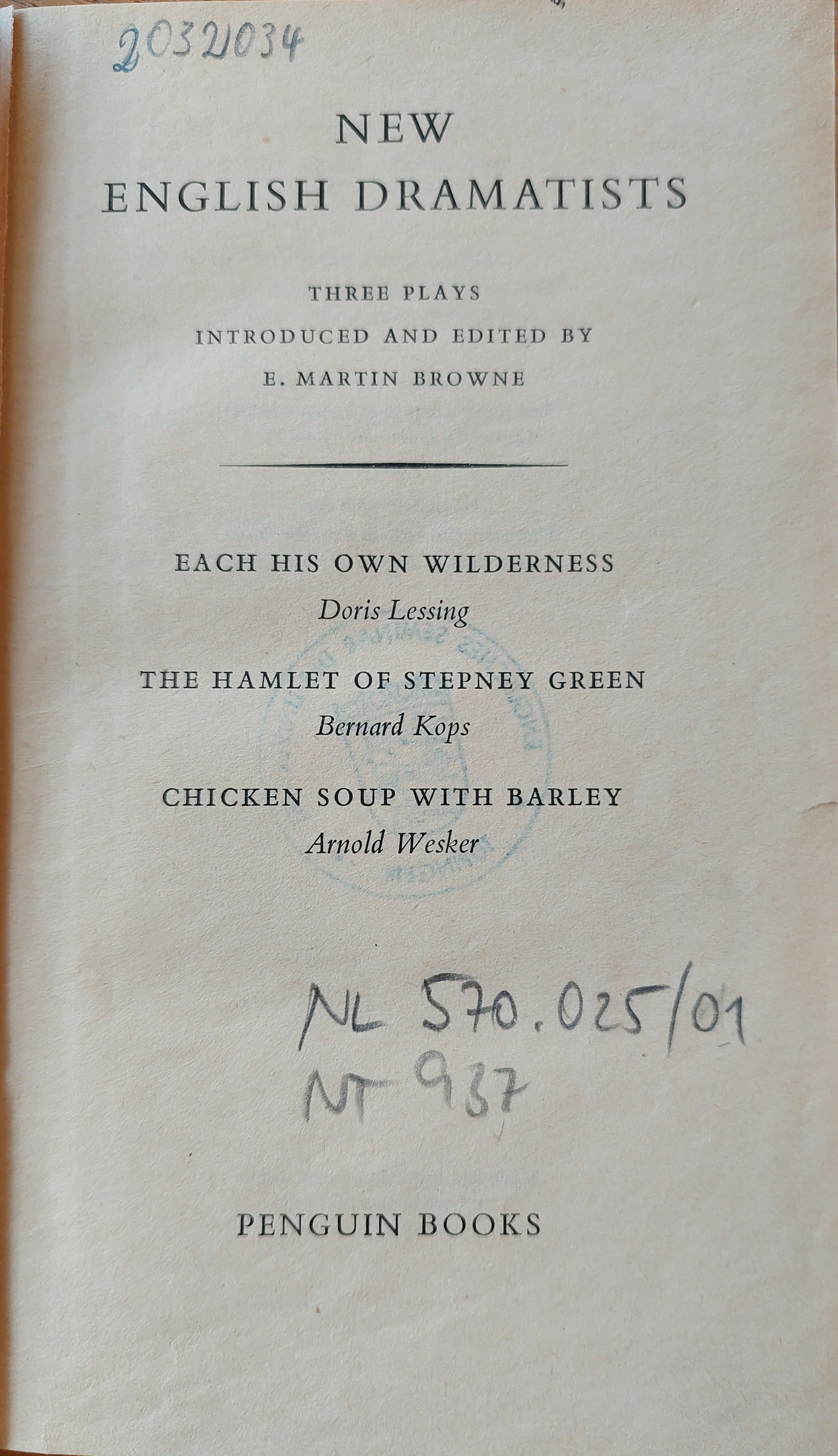
New English Dramatists 1 (1959)

  - Der Hamlet von Stepney Green : Eine schwermütige Komödie mit einigen Liedern. Übersetzung Ernst Schoen. Berlin : Henschelverlag, 1958
- Goodbye world.
  - Welt lebewohl. Drama in 3 Akten. Übersetzung Ernst Schoen. Frankfurt am Main : S. Fischer, 1959
- Awake for Mourning. MacGibbon & Kee, 1958
- Motorbike. New English Library, 1962
- The World is a Wedding. MacGibbon & Kee, 1963 (2008). Autobiografie
- Yes from No-Man’s Land. MacGibbon & Kee, 1965
- The Dissent of Dominick Shapiro. MacGibbon & Kee, 1966
- By the Waters of Whitechapel. Bodley Head, 1969
- The Passionate Past of Gloria Gaye. Secker and Warburg, 1971
- For the Record – Poems. Secker and Warburg, 1971
- Settle Down Simon Katz. Secker and Warburg
- Partners. Secker and Warburg, 1975
- On Margate Sands. Secker and Warburg, 1978
- Neither Your Honey nor Your Sting: An Offbeat History of the Jews. Robson, 1985
- Shalom Bomb: Scenes from My Life. Oberon Books, 2000 Autobiografie
- Where Do People Go. The Happy Dragons' Press, 2004
- Bernard Kops East End. Five Leaves Publications, 2006 Autobiografie
- This Room in the Sunlight: Collected Poems. David Paul, 2010
- The Odyssey of Samuel Glass. David Paul, 2012
- Anne Frank’s Fragments from Nowhere. Indigo Dreams Publishing, 2015
- Love, Death and Other Joys. David Paul, 2018